# Sintonía
Una sintonía es una composición musical que se utiliza para identificar y diferenciar un espacio audiovisual de los demás. Éstas pueden ser composiciones originales hechas por encargo específicamente para su uso exclusivo en un programa/canal o tratase de música previamente creada para tal finalidad, en cuyo caso se obtendrían de las llamadas bibliotecas musicales.
Las denominaciones empleadas pueden variar dependiendo del autor, el medio y el uso que se tenga previsto de ellas.
Las siguientes son algunas categorías reconocidas y destacadas entre los tipos de sintonías que se crean para televisión.
- Cabecera: Pieza principal que marca el comienzo del programa o de algunas de las secciones importantes del mismo. Tiene el mismo nombre que el vídeo al que acompaña y suele tener una melodía que identifica el programa con facilidad.
- Ráfaga: Tiene una duración más breve que la cabecera y su función es la de marcar espacios (que no requieran de una identidad propia), o para separar distintos bloques del programa. Las ráfagas pueden ser reproducidas desde un vídeo con animación o como efecto de sonido acompañado por la imagen del plató, en cuyo caso se recurre generalmente a un plano de una cámara en movimiento, como puede ser la cabeza caliente (también llamada grúa), para aportar dinamismo.
- Fondo: Hace referencia a la música creada para utilizarse, como su propio nombre indica, a un nivel secundario respecto al resto de elementos de la emisión, quedando el audio de los micrófonos y el sonido ambiente de los vídeos o directos del programa por encima de ella, escuchándose de manera completa solo en momentos muy puntuales, como en la despedida del programa. Dentro de esta categoría podemos encontrar varias duraciones y formatos de uso. Podemos encontrar fondos desde unos pocos segundos a un par de minutos y, aunque todas las sintonías tengan un punto de repetición, no siempre se produce de la misma manera. Por ejemplo, un Sinfín es un fondo cuyo final está perfectamente enlazado con su inicio y por lo tanto puede repetirse infinitamente mientras la función de bucle se encuentre activada en el reproductor de medios correspondiente, ya se trate de un sampler físico o un software de ordenador configurado con tal finalidad. En otras ocasiones por motivos creativos o de producción, la duración está delimitada en la propia duración de la pista, y por ese motivo (al no tratarse estrictamente de un loop), puede incluir introducción y final como si de una canción instrumental se tratase; aunque por lo general la duración de la pista suele ser lo suficientemente larga como para evitar que finalice mientras está sonando, siendo normal la creación de pistas de 8, 10 o incluso 12 minutos para sintonías que finalmente solo se utilizan unos segundos y rara vez durante más de 6 minutos seguidos sin parar.
- Golpes: Son las más breves de todas. aun así, son perfectamente reconocibles, aportan valor y reconocimiento a la identidad sonora y consiguen mantener la coherencia en la continuidad del programa. Su funciones son, entre otras, la de dar énfasis a determinados momentos de la emisión, sirven como apertura y cierre de vídeos con una fugaz animación del logotipo del programa, como elemento de apoyo en transiciones personalizas del mezclador de vídeo, etc. En ocasiones son tan rápidos que apenas da tiempo a percibir la melodía, en ese caso suele hablarse simplemente de efectos, pero cuando la melodía e instrumentación están claramente presentes, hablamos de golpe o transición musical.

- Datos: Q48790300